# Campeonato Laosiano de Futebol
A Lao Premier League (em laociano:  ທິມບານເຕະ) é a divisão principal do futebol nacional de Laos.

## Campeões
| - 1990: Lao Army FC (Vientiane) - 1991: Lao Army FC (Vientiane) - 1992: Lao Army FC (Vientiane) - 1993: Savannakhet (Savannakhet) / Lao Army FC (Vientiane) - 1994: Lao Army FC (Vientiane) - 1995: Pakse (Pakse) / Clube de educação - 1996: Lao Army FC (Vientiane) - 1997: Sayaboury (Sayaboury) / Lao Army FC (Vientiane) - 1998: Khammouan Province TeamNote 1 - 1999: Não aconteceu - 2000: Vientiane Municipality - 2001: Lao Bank FC - 2002: MCTPC FC (Ministry of Communication, Transportation and Construction) - 2003: MCTPC FC (Ministry of Communication, Transportation and Construction) - 2004: MCTPC FC (Ministry of Communication, Transportation and Construction) | - 2005: Vientiane FC - 2006: Vientiane FC - 2007: Lao-American College FC - 2008: Lao Army FC (Vientiane) - 2009: Não aconteceu - 2010: Lao Bank FC - 2011: YOTHA FC - 2012: Lao Police Club - 2013: SHB Champasak - 2014: Hoang Anh Attapeu - 2015: Lao Toyota - 2016: Lanexang United FC - 2017: Lao Toyota - 2018: Lao Toyota |

Nota 1: não disputou outro campeonato.

### Performance dos clubes
| Clube                   | Campeão | Vice | Ano(s) do Título                               |
| ----------------------- | ------- | ---- | ---------------------------------------------- |
| Lao Army FC             | 8       | _    | 1990, 1991, 1992, 1993, 1994, 1996, 1997, 2008 |
| Yotha FC                | 4       | _    | 2002, 2003, 2004, 2011                         |
| Lao Toyota              | 3       | -    | 2015, 2017, 2018                               |
| Lao Bank FC             | 2       | _    | 2001, 2010                                     |
| Vientiane FC            | 2       | _    | 2005, 2006                                     |
| Lanexang United FC      | -1      | -    | 2016                                           |
| Hoang Anh Attapeu       | 1       | _    | 2014                                           |
| SHB Champasak           | 1       | _    | 2013                                           |
| Lao Police Club         | 1       | _    | 2012                                           |
| Lao-American College FC | 1       | _    | 2007                                           |
| Khammouan Province Team | 1       | _    | 1998                                           |
| Pakse                   | 1       | _    | 1995                                           |
| Savannakhet             | 1       | _    | 1993                                           |